# レオ・スターン
レオ・スターン（Leo Stern, 1862年4月5日 – †1904年9月10日）は、イングランドのチェリスト。1896年にソリストとして、アントニン・ドヴォルザークの《チェロ協奏曲ロ短調》作品104をロンドンで世界初演した。

## 略歴
ブライトンにおいて音楽家の家庭に生まれ、本名はレオポルド・ローレンス・スターン（Leopold Lawrence Stern）といった。ドイツ人の父親はブライトン交響協会のヴァイオリニスト兼指揮者であり、イングランド人の母親はピアニストであった。
当初はサウスケンジントン大学理学部で化学を学ぶかたわら、フーゴー・ダウベルトにチェロの個人指導を受けていた。実業家として1880年から1883年までグラスゴー近郊のソーンリーバンクに勤めるが、結局は化学を投げ出して王立音楽院に入学し、チェロをさしあたってアレッサンドロ・ペッツェに、次いでカルロ・アルフレード・ピアッティに師事した。その後はライプツィヒでユリウス・クレンゲルやカルル・ダヴィドフの指導も受けた。
その後アデリーナ・パッティやエミール・ソーレ、イグナツィ・ヤン・パデレフスキなどと演奏旅行を行い、パリではジュール・マスネやバンジャマン・ゴダール、フランシス・トメらと演奏した。ヴィクトリア女王の贔屓の音楽家になり、ウィンザー城やバルモラル城、オズボーン家でしばしば御前演奏を行った。
1895年にプラハを訪問する。同地でスターンの演奏ぶりはアントニン・ドヴォルザークの熟知するところなった。ドヴォルジャークは完成したての《チェロ協奏曲ロ短調》をハヌシュ・ヴィハーンに献呈していて、ヴィハーン以外の誰にも初演をしてほしくはないと望んでいたにもかかわらず、譜面をめぐってヴィハンとの間で軋轢が生じていたために、初演の名誉はスターンに明け渡されることとなった。《チェロ協奏曲ロ短調》の世界初演は1896年3月19日にドヴォルジャーク自身の指揮によってロンドンのクィーンズ・ホールにおいて行われた。それから3週間後のプラハ初演も作曲者本人の指揮とスターンの独奏で行われ、ライプツィヒ・ゲヴァントハウス管弦楽団やベルリン・フィルハーモニー管弦楽団とも共演を果たした（ちなみにスターンは、ライプツィヒに招待されてゲヴァントハウス管弦楽団に客演した最初のイギリス人演奏家である）。その後ポツダムに召喚されて、ドイツ皇帝ヴィルヘルム2世のために御前演奏を行なった。1897年から1898年までアメリカ合衆国とカナダに演奏旅行を行ない、シカゴのセオドア・トマスのオーケストラや、ボストン交響楽団、ニューヨーク・フィルハーモニー協会と共演した。ニューヨークでは、1897年3月5日にドヴォルジャークの《チェロ協奏曲ロ短調》の米国初演を行っている。
1904年、ロンドンにて42歳で死去した。
王立音楽院では現在、チェロ科にレオ・スターン賞（Leo Stern Award）が設立されている。

## 愛器
スターンが愛用したチェロは以下の3台である。
- ヨハネス・フロレヌス・グイダントゥス（Johannes Florenus Guidantus）製造のチェロ
- 「現存する中で最大のチェロ」ことストラディヴァリウス・「ジェネラル・キッド」（"General Kyd" Stradivarius）。初代ハックニー男爵ウィリアム・タイセン＝アムハーストなどのスターンの支持者が共同で買い与えた[4]。
- ストラディヴァリウス・「ボーディオ」（"Baudiot" Stradivarius）。後にグレゴール・ピアティゴルスキーの手に渡った。

## 私生活
スターンは2度結婚しており、2度とも相手はアメリカ人女性であった。
1894年に
、パブロ・デ・サラサーテの愛弟子の元神童ヴァイオリニストで、パリ音楽院を首席で卒業したネッティ・カーペンター（1869年ごろ？～歿年不詳）と結婚している。スターンはカーペンターの再婚相手であり、カーペンターが先の結婚で儲けた息子はサラサーテが名付け親だった。サラサーテはカーペンターに、金の浮き彫りが施された弓を贈っている。
ネッティ夫人と離婚後の1898年に、著名なコロラチューラ・ソプラノのスーザン・アダムスと再婚した。スターンは大衆歌謡をいくつか創っており、そのうち《好色娘（Coquette）》をアダムスが録音した。

## 脚註
1. ↑  Robin Stowell, The Cambridge Companion to the Cello
2. ↑  Markevitch, Seder, Cello Story
3. ↑  Cello,ord: Karl Davidov
4. 1 2 3 4 5 6  New York Times, Obituary, 12 September 1904
5. ↑  Music 33 Archived 2009年8月30日, at the Wayback Machine.
6. ↑  The Kennedy Center
7. ↑  New York Times, 6 March 1897
8. ↑  Jonathan Kitchen
9. 1 2  Henry C. Lahee, Famous Violinists of Today and Yesterday
10. ↑  The Correspondence of James McNeill Whistler
11. ↑  New York Times, 17 October 1887
12. ↑  Music Web International